# Hwanghae-pukto
Hwanghae-pukto (Koreaans: 황해 북도; Noord-Hwanghae) is een provincie in Noord-Korea.
Hwanghae-pukto telt 1.740.639 inwoners. De oppervlakte bedraagt 9199 km², de bevolkingsdichtheid is 189,2 inwoners per km².

## Bestuurlijke indeling
De provincie Hwanghae-pukto bestaat uit 3 steden en 19 districten. De districten Chunghwa, Kangnam en Sangwon zijn in 2010 toegevoegd.

### Steden
- Sariwŏn-si (사리원시; 沙里院市)
- Kaesŏng-si (개성시; 開城市)
- Songrim-si (송림시; 松林市)

### Districten
- Changp'ung-gun (장풍군; 長豐郡)
- Chunghwa-gun (중화군; 中和郡)
- Hwangju-gun (황주군; 黃州郡)
- Rinsan-gun (린산군; 麟山郡)
- Kaep'ung-gun (개풍군; 開豐郡)
- Kangnam-gun (강남군; 江南郡)
- Koksan-gun (곡산군; 谷山郡)
- Kŭmch'ŏn-gun (금천군; 金川郡)
- Pongsan-gun (봉산군; 鳳山郡)
- P'yŏngsan-gun (평산군; 平山郡)
- Sangwon-gun (상원군; 祥原郡)
- Singye-gun (신계군; 新溪郡)
- Sinp'yŏng-gun (신평군; 新坪郡)
- Sŏhŭng-gun (서흥군; 瑞興郡)
- Suan-gun (수안군; 送安郡)
- Tosan-gun (토산군; 兎山郡)
- Ŭnp'a-gun (은파군; 銀波郡)
- Yŏnsan-gun (연산군; 延山郡)
- Yŏntan-gun (연탄군; 燕灘郡)